# Maîtrise de Sainte-Croix de Neuilly - The Paris Boys Choir
La Maîtrise de Sainte-Croix de Neuilly, ou The Paris Boys Choir sous leur nom international, est un chœur de garçons créé en 1956 au sein du collège du même nom, à Neuilly-sur-Seine. Son chef actuel est François Polgár.

## Historique
Louis Prudhomme, professeur de musique à Sainte-Croix de Neuilly, fonde le chœur en 1956 en remettant au goût du jour une des institutions du collège célébrée en son temps par Henry de Montherlant et tombée depuis en désuétude : la Schola créée dès les origines de l'établissement. Il développe considérablement les activités du chœur, l'intégre à la toute jeune fédération des Pueri Cantores fondée sous l'impulsion de monseigneur Maillet et la hisse au tout premier rang des manécanteries françaises.
En 1983, Louis Prudhomme laisse la main à François Polgár, un ancien élève de Sainte-Croix et pianiste de la chorale, qui est également successivement chef adjoint des chœurs de l'Opéra de Paris puis chef du chœur de Radio-France. Il fait entrer les Petits chanteurs dans une nouvelle ère en transformant le chœur en maîtrise, c'est-à-dire en créant au sein du collège Sainte-Croix de Neuilly un cursus adapté pour les garçons désirant pratiquer intensivement le chant choral, qui leur permet de suivre une formation robuste au chant et à la musique, tout en poursuivant leurs études académiques. Hippolyte Willaume y occupe la fonction d'administrateur général depuis 2004,. De 1999 à 2001, le contre-ténor Éric de Fontenay aide à la formation des Petits chanteurs. Depuis 2020 le ténor David Lefort est chef de chœur assistant  il assure la formation vocale des maîtrisiens
En octobre 2016, les Petits Chanteurs fêtent leur 60e anniversaire par un grand concert à l'Olympia.
Depuis 2016, ce chœur est ouvert à d'autres élèves que ceux de Sainte-Croix de Neuilly, dans un souci d'ouverture vers l'extérieur.

## Vie et répertoire de la maîtrise
La Maîtrise assure le service musical des cérémonies qui rythment la vie de l'établissement. Elle se produit également dans les grands festivals (Oxford, Aix-en-Provence, Auvers-sur-Oise, Wengen...) et interprète régulièrement de grandes œuvres avec orchestre (Requiem de Mozart, Requiem de Fauré, le Messie de Haendel...). Son répertoire comprend aussi de nombreux chants sacrés et profanes a cappella.
Chaque été, les Petits chanteurs partent en tournée, en France et à travers le monde. Ils ont visité toutes les régions de France, et se sont produits au Royaume-Uni, en Suisse, en Italie, en Espagne, au Canada, aux États-Unis, en Russie, aux Émirats Arabes Unis, en Chine, en Corée du Sud et dans de nombreux pays d'Europe de l'Est... 
Sur leur site Internet, les Petits chanteurs de Sainte-Croix réaffirment leur double mission : « Approfondir leur réflexion spirituelle et celle de leur public en affirmant leur vocation de "Missionnaires de la paix", et contribuer au renouveau de l'école française des maîtrises par la recherche d'une qualité musicale toujours plus haute. »
Martin Solveig (de son vrai nom Martin Picandet), célèbre DJ français, spécialisé dans la House music était soliste soprano dans la maîtrise des Petits Chanteurs de Sainte-Croix de Neuilly,,.

## Tournées à travers le monde
Depuis 1956, les Petits chanteurs ont donné un très grand nombre de concerts en France,,,,, et à l'étranger,,,. De même, ils ont parfois chanté la messe dominicale, radio-diffusée par France Culture.

### En 2011
Durant la tournée 2011 du 11 au 29 juillet en France,,,,,, et à l'étranger,, les Petits chanteurs, accompagnés à l'orgue par Jean-François Hatton interprètent :
1. Regina Cœli, l'une des quatre hymnes mariales du catholicisme, musique de Gregor Aichinger
2. Ave Maria, prière catholique dédiée à la Vierge Marie, musique de Guillaume Bouzignac
3. Popule meus, partie de l'office de l'après-midi du Vendredi saint dans la liturgie catholique, musique de Tomás Luis de Victoria
4. Locus Iste, musique d'Anton Bruckner
5. Stabat Mater, poème latin médiéval, musique de Giovanni Battista Pergolesi
6. Victimæ paschali laudes, poème latin médiéval, chant grégorien
7. Pater Noster, musique de Nikolaï Kedroff (1871-1940)
8. Tantum Ergo, extrait (les deux dernières strophes) de l'hymne eucharistique (Pange Lingua) composée par Saint Thomas d'Aquin pour la célébration du Saint-Sacrement (Fête-Dieu), musique de Gabriel Fauré
9. Ave Verum, prière catholique dédiée à Jésus-Christ, musique de Charles Gounod
10. Beati qui habitant, verset 5 du psaume 83 Quam dilecta, musique de Jean-Philippe Rameau
11. Voici la nuit, poème de Didier Rimaud (repris dans le film Des hommes et des dieux)
12. Bogoroditse dievo, musique d'Arvo Pärt
13. Ave Verum, musique de Camille Saint-Saëns
14. extraits du Requiem de Gabriel Fauré
15. Si iniquitates, musique de Samuel Wesley
16. Pie Jesu, motet, musique de Camille Saint-Saëns
17. Cantique de Jean Racine, texte de Jean Racine, musique de Gabriel Fauré
18. Psaume CL, musique de César Franck

## Discographie sélective
- Gabriel Fauré : Requiem (version de 1893), Ave Verum, Cantique de Jean Racine avec les solistes de l’Opéra de Paris (Cybelia 1989, réédité par Calliope)
- Tota Pulchra Es, musiques sacrées pour Notre-Dame avec Hervé Lamy (ténor) et Jean-François Hatton à l’orgue (Adès/Studio SM 1990)
- Mozart enfant : œuvres sacrées (Musidisc 1996)
- Franz Schubert : Messe allemande (Deutsche Messe) et Brahms : Marienlieder (7 chants à Marie) (Adès 1997)
- Les plus beaux Noëls avec Jean-François Hatton à l'orgue (Calliope 2007)
- En Christ notre foi, l’hymne officiel des Journées mondiales de la jeunesse 2011[32],[33].

Tous ces disques sous la direction de François Polgár.

## Prix
- Prix Renaissance des arts 1985 (avec François Polgár)[34].

### Ouvrages
- Alain Gout, Histoire des maîtrises en Occident, Éd. Universitaires, 1987  (ISBN 2-7113-0356-X), p. 179

### Autres références
1. ↑  
« Sainte Croix - Les petits chanteurs de Sainte-Croix de Neuilly », sur le site de l'institution Sainte-Croix de Neuilly (consulté le 12 juillet 2011)
2. ↑  La puberté de plus en plus précoce des jeunes garçons pose problème aux chorales, le site du Figaro.
3. 1 2  Article du Parisien.
4. ↑  Cours de chant, le site d'Éric de Fontenay.
5. ↑  . Site de Radio Notre-Dame - Le Grand Témoin 7h30 - Émission du 16 décembre 2021
6. ↑  « La Direction », sur petits-chanteurs (consulté le 17 mai 2021)
7. ↑  Concert des PCSCN à l'Olympia - 08.10.2016.
8. ↑  
« Le nouveau single de Martin Solveig en téléchargement gratuit » (consulté le 4 septembre 2009)
9. ↑  
« Sainte Croix - Les petits chanteurs de Sainte-Croix de Neuilly », sur le site de l'institution Sainte-Croix de Neuilly (consulté le 12 juillet 2011)
10. ↑  Martin Solveig, le site de la chaîne de radio France Inter.
11. ↑  Martin Solveig, le site de la chaîne France 5.
12. ↑  Concert au festival d'Avignon en 2003, le site du festival d'Avignon.
13. ↑  Concert en la Cathédrale du Puy-en-Velay en 2008, le site de la Cathédrale du Puy-en-Velay.
14. ↑  Concert à Neuilly-sur-Seine en mars 2009, le quotidien Le Parisien.
15. ↑  Concert à Albi en 2009, le site du quotidien La Dépêche du Midi.
16. ↑  Concert à Royan en 2009, le site de l'église Notre-Dame de Royan.
17. ↑  Concert à Brive-la-Gaillarde en juillet 2009, site culture-en-limousin.fr.
18. ↑  Concert à New-York en juillet 2010, site Frenchmorning.
19. ↑  Concert à Washington en juillet 2010, le journal France-Amérique.
20. ↑  Concert à Boston en juillet 2010, le site du diocèse de Boston.
21. ↑  (ko) 탁진현, « 천상의 목소리로 더위 날린다! 파리보이스콰이어 내한 공연 », sur www.metroseoul.co.kr,‎ 16 juillet 2013 (consulté le 18 janvier 2014)
22. ↑  Messe de Noël 2006 en direct de la basilique Sainte-Clotilde à Paris, le site de la chaîne de radio France Culture.
23. ↑  Concert à Vichy en juillet 2011, le site de la ville de Vichy.
24. ↑  Concert à Chamonix-Mont-Blanc en juillet 2011, le journal d'informations Rhône-Alpes.
25. ↑  Concert à Arradon en juillet 2011, le quotidien Ouest-France.
26. ↑  Concert à Arradon en juillet 2011, le quotidien Le Télégramme.
27. ↑  Concerts en Haute-Savoie en juillet 2011, le site du diocèse d'Annecy].
28. ↑  Concert à Vannes en juillet 2011, le site de la ville de Vannes].
29. ↑  Concert à Saint-Gildas-de-Rhuys en juillet 2011, le site du quotidien Le Télégramme].
30. ↑  Concert en Suisse romande en juillet 2011, le site de la radio-télévision suisse
31. ↑  Concert à Genève en juillet 2011, le site leprogramme.ch].
32. ↑  Enregistrement du CD En Christ notre foi, l'hymne des JMJ 2011, sur le site du diocèse de Strasbourg.
33. ↑  Enregistrement du CD En Christ notre foi, l'hymne des JMJ 2011, sur le site quotidien La Croix.
34. ↑  « Prix Renaissance des arts », sur cerclerenaissance.info.